# Alien vs Predator (datorspelsserie)

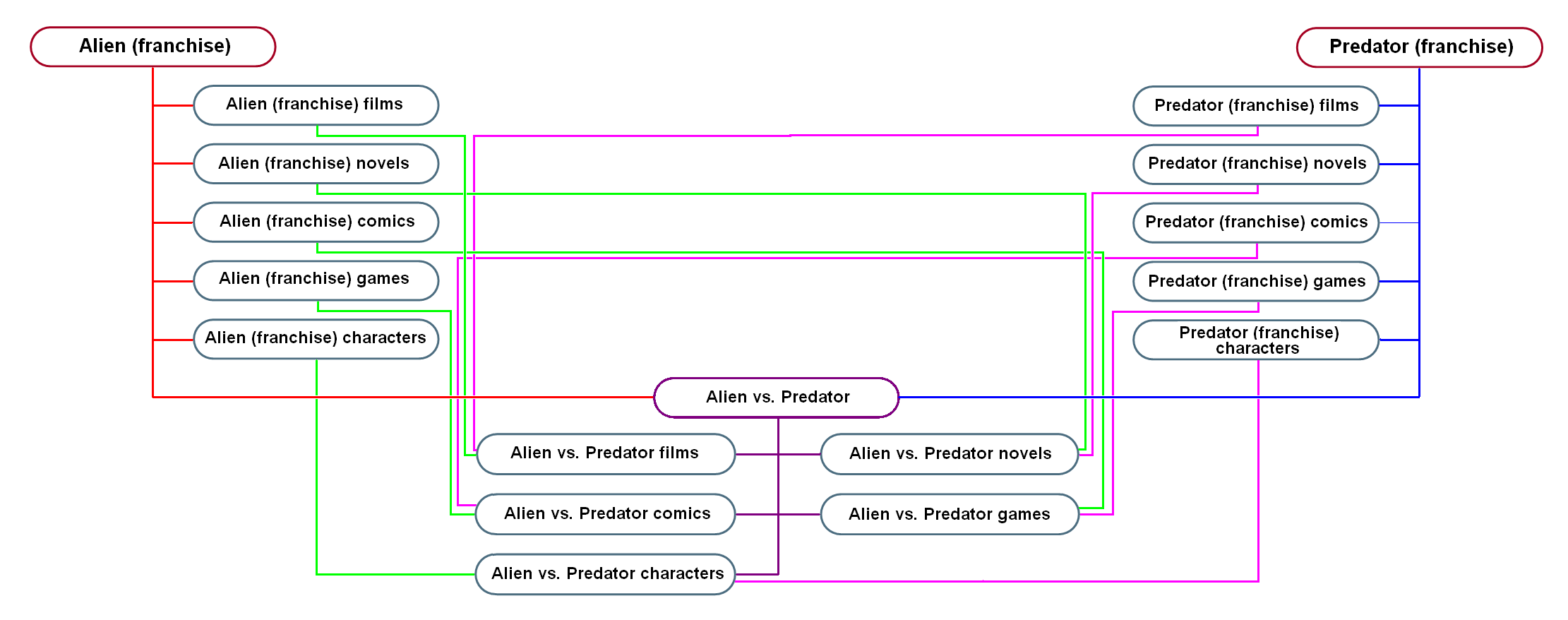
Diagram av media i Alien vs Predator

Alien vs Predator är en spelserie bestående av ett antal spel som bygger på temat Alien vs. Predator. Spelen i denna serie är utvecklade och utgivna av ett antal olika företag i ett stort antal olika format och i genrer från actionspel till strategispel. Det första av dem utkom till Super Nintendo Entertainment System år 1993 och det senaste 2010 till Windows, Xbox 360 och PlayStation 3.